# King City (Missouri)
Pour les articles homonymes, voir King City.
La ville de King City est située dans le comté de Gentry, dans l’État du Missouri, aux États-Unis. Sa population s’élevait à 1 013 habitants lors du recensement de 2010, estimée à 1 002 habitants en 2016.

## Source
- (en) Cet article est partiellement ou en totalité issu de l’article de Wikipédia en anglais intitulé « King City, Missouri » (voir la liste des auteurs).